# Rosário do Ivaí
Rosário do Ivaí is een gemeente in de Braziliaanse deelstaat Paraná. De gemeente telt 5.813 inwoners (schatting 2009).

## Aangrenzende gemeenten
De gemeente grenst aan Cândido de Abreu, Grandes Rios, Ortigueira, Reserva en Rio Branco do Ivaí.